# 6ª Sección Electoral de la Provincia de Buenos Aires

1ª Sección
2ª Sección
3ª Sección
4ª Sección
5ª Sección
6ª Sección
7ª Sección
8ª Sección/Capital

La 6ª Sección Electoral de la Provincia de Buenos Aires es una de las 8 divisiones territoriales que dicha provincia presenta para la elección de sus legisladores provinciales. La sección aporta 11 diputados provinciales y 6 senadores provinciales de un total de 92 y 46 respectivamente. Según el último padrón electoral, del año 2021, está compuesta por 651.971 electores habilitados para votar en 1.938 mesas.
Comprenden la sección 22 partidos: Adolfo Alsina, Adolfo Gonzales Chaves, Bahía Blanca, Benito Juárez, Coronel Dorrego, Coronel Pringles, Coronel Rosales, Coronel Suárez, Daireaux, Guaminí, General Lamadrid, Laprida, Monte Hermoso, Patagones, Pellegrini, Puan, Saavedra, Salliqueló, Tres Arroyos, Tres Lomas, Tornquist y Villarino.

## Representación en el Congreso provincial
La Sexta Sección Electoral aporta 11 diputados y 6 senadores provinciales, representando un 11,9 % y 13 % respectivamente de las bancadas provinciales.

### Representación en la Cámara de Diputados
| Diputado/a                                          | Diputado/a                 | Bloque               | Mandato | Mandato       | Distrito           |
| Diputado/a                                          | Diputado/a                 | Bloque               | Inicio  | Fin           | Distrito           |
| --------------------------------------------------- | -------------------------- | -------------------- | ------- | ------------- | ------------------ |
|                                                     | Abigail Gabriela Gómez     | Juntos por el Cambio | 2021    | 2025          | Coronel Rosales    |
| Emiliano Balbín                                     | 2021                       | Juntos por el Cambio | 2025    | Salliqueló    |                    |
| Anahí Silvina Bilbao                                | 2021                       | Juntos por el Cambio | 2025    | Laprida       |                    |
| Fernando Matías Compagnoni                          | 2021                       | Juntos por el Cambio | 2025    | Bahía Blanca  |                    |
| Lorenzo Juan Natali                                 | 2021                       | Juntos por el Cambio | 2025    | Bahía Blanca  |                    |
| Natalia Lorena Dziakowski                           | 2021                       | Juntos por el Cambio | 2025    | Bahía Blanca  |                    |
|                                                     | Maite Mialgros Alvado      | Frente de Todos      | 2021    | 2025          | La Matanza         |
| María Fernanda Bevilacqua                           | 2021                       | Frente de Todos      | 2025    | Villarino     |                    |
| Carlos Julio Moreno                                 | 2021                       | Frente de Todos      | 2025    | Tres Arroyos  |                    |
| Enrique Alejandro Dichiara                          | 2021                       | Frente de Todos      | 2025    | Monte Hermoso |                    |
|                                                     | Guillermo Ricardo Castello | Avanza Libertad      | 2021    | 2025          | General Pueyrredón |
| Cámara de Diputados de la Provincia de Buenos Aires |                            |                      |         |               |                    |

### Representación en la Cámara de Senadores
| Senador/a                                        | Senador/a              | Bloque               | Mandato | Mandato |
| Senador/a                                        | Senador/a              | Bloque               | Inicio  | Fin     |
| ------------------------------------------------ | ---------------------- | -------------------- | ------- | ------- |
|                                                  | Alex Campbell          | Pro                  | 2023    | 2027    |
|                                                  | Ayelén Durán           | Unión por la Patria  | 2023    | 2027    |
| Marcelo Enrique Feliú                            | 2023                   | Unión por la Patria  | 2027    |         |
|                                                  | Nerina Daniela Neumann | UCR - Cambio Federal | 2023    | 2027    |
|                                                  | Sergio Raúl Vargas     | La Libertad Avanza   | 2023    | 2027    |
| Silvana Paola Ventura                            | 2023                   | La Libertad Avanza   | 2027    |         |
| Honorable Senado de la Provincia de Buenos Aires |                        |                      |         |         |